# Oceania Rugby Junior Championship 2015
El Oceania Rugby Junior Championship del 2015 fue la primera edición del torneo que organiza la Oceania Rugby.
La edición inaugural participaron 4 selecciones M20 clasificadas al Mundial Juvenil 2015 de Italia: Australia, Nueva Zelanda y Samoa al que se le agrega Japón de Asia. Las selecciones oceánicas de menor desarrollo disputaron el también inaugural Oceania Rugby Junior Trophy por un cupo en dicho mundial.
Los partidos se llevaron a cabo en instalaciones del Bond University de Gold Coast, Australia.

## Equipos participantes
- Selección juvenil de rugby de Australia (Junior Wallabies)
- Selección juvenil de rugby de Japón (Japón M20)
- Selección juvenil de rugby de Nueva Zelanda (Baby Blacks)
- Selección juvenil de rugby de Samoa (Samoa M20)

## Posiciones
| Pos. | Equipo        | Encuentros | Encuentros | Encuentros | Encuentros | Tantos  | Tantos    | Tantos     | Puntos |
| Pos. | Equipo        | jugados    | ganados    | empatados  | perdidos   | a favor | en contra | diferencia | Puntos |
| ---- | ------------- | ---------- | ---------- | ---------- | ---------- | ------- | --------- | ---------- | ------ |
| 1    | Nueva Zelanda | 3          | 3          | 0          | 0          | 157     | 43        | + 114      | 12     |
| 2    | Australia     | 3          | 2          | 0          | 1          | 109     | 87        | + 22       | 8      |
| 3    | Samoa         | 3          | 1          | 0          | 2          | 57      | 99        | - 42       | 4      |
| 4    | Japón         | 3          | 0          | 0          | 3          | 61      | 155       | - 94       | 0      |

Nota: Se otorgan 4 puntos al equipo que gane un partido, 2 al que empate y 0 al que pierda

## Resultados

### Primera fecha
| 2 de mayo 13:00 | Nueva Zelanda | 75 - 0  | Japón |  |  |
|                 |               | Reporte |       |  |  |

| 2 de mayo 15:00 | Australia | 33 - 10 | Samoa |  |  |
|                 |           | Reporte |       |  |  |

### Segunda fecha[3]
| 5 de mayo 13:00 | Samoa | 14 - 36 | Nueva Zelanda |  |  |
|                 |       | Reporte |               |  |  |

| 5 de mayo 15:00 | Japón | 31 - 47 | Australia |  |  |
|                 |       | Reporte |           |  |  |

### Tercera fecha
| 9 de mayo 13:00 | Samoa | 33 - 30 | Japón |  |  |
|                 |       | Reporte |       |  |  |

| 9 de mayo 15:00 | Australia | 29 - 46 | Nueva Zelanda |  |  |
|                 |           | Reporte |               |  |  |

| Bandera de Nueva Zelanda |
| Campeón Nueva Zelanda    |
| Primer título            |